# Jesús Tonatiú López
Jesús Tonatiuh López Álvarez (né le 2 août 1997 à Hermosillo) est un athlète mexicain, spécialiste du 800 mètres.

## Carrière
Il termine 4e lors des Championnats du monde juniors 2016 à Bydgoszcz, en 1 min 46 s 70. Il porte son record personnel à 1 min 45 s 51 le 25 mars 2017 à Culiacán, puis remporte le titre lors de l'Universiade 2017 à Taipei.
Le 14 juillet 2018, il établit le nouveau record du Mexique en 1 min 45 s 04, à Mount Pleasant en Caroline du Sud. Il remporte la médaille d’or en 1 min 45 s 2 (temps manuel) lors des Jeux d'Amérique centrale et des Caraïbes de 2018.
En 2021 il porte son record à 1 min 44 s 40, puis à 1 min 43 s 44. Aux Jeux olympiques il est éliminé au stade des demi-finales.

## Palmarès
| Date | Compétition                              | Lieu         | Résultat | Épreuve   | Temps         |
| ---- | ---------------------------------------- | ------------ | -------- | --------- | ------------- |
| 2017 | Relais mondiaux de l'IAAF                | Nassau       | 5e       | 4 × 800 m | 7 min 20 s 92 |
| 2017 | Universiade                              | Taipei       | 1er      | 800 m     | 1 min 46 s 06 |
| 2018 | Jeux d'Amérique centrale et des Caraïbes | Barranquilla | 1er      | 800 m     | 1 min 45 s 2  |
| 2023 | Jeux panaméricains                       | Santiago     | 2e       | 800 m     | 1 min 46 s 04 |

## Records
| Épreuve    | Performance        | Lieu     | Date           |
| ---------- | ------------------ | -------- | -------------- |
| 800 mètres | 1 min 43 s 44 (NR) | Marietta | 9 juillet 2021 |